# Râul Megieșul
Râul Megieșul sau Megieșul Mare este un curs de apă, afluent al râului Olt. 

## Hărți
- Harta județului Sibiu
- Harta munții Lotrului  Arhivat în 6 mai 2008, la Wayback Machine.